# Barcaldine, Queensland
Barcaldine este un oraș în statul Queensland, Australia.